# Erich Butka
Erich Butka (1 de febrero de 1944) es un deportista austríaco que compitió en judo. Ganó dos medallas de bronce en el Campeonato Europeo de Judo en los años 1968 y 1969.
Participó en los Juegos Olímpicos de Múnich 1972, donde finalizó undécimo en la categoría de +93 kg.

## Palmarés internacional
| Campeonato Europeo | Campeonato Europeo | Campeonato Europeo | Campeonato Europeo |
| Año                | Lugar              | Medalla            | Categoría          |
| ------------------ | ------------------ | ------------------ | ------------------ |
| 1968               | Lausana (Suiza)    | Medalla de bronce  | +93 kg             |
| 1969               | Ostende (Bélgica)  | Medalla de bronce  | +93 kg             |